# 克肖峰
64°56′S 63°8′W / 64.933°S 63.133°W
克肖峰（Kershaw Peaks），是南極洲的山峰，位於葛拉漢地西岸的丹科海岸，海拔高度820米，在1952年被繪入阿根廷地圖，該山峰現時由南極條約體系管理。